# Tesla Powerwall
 (décembre 2016).
Si vous disposez d'ouvrages ou d'articles de référence ou si vous connaissez des sites web de qualité traitant du thème abordé ici, merci de compléter l'article en donnant les références utiles à sa vérifiabilité et en les liant à la section « Notes et références ».
En pratique : Quelles sources sont attendues ? Comment ajouter mes sources ?

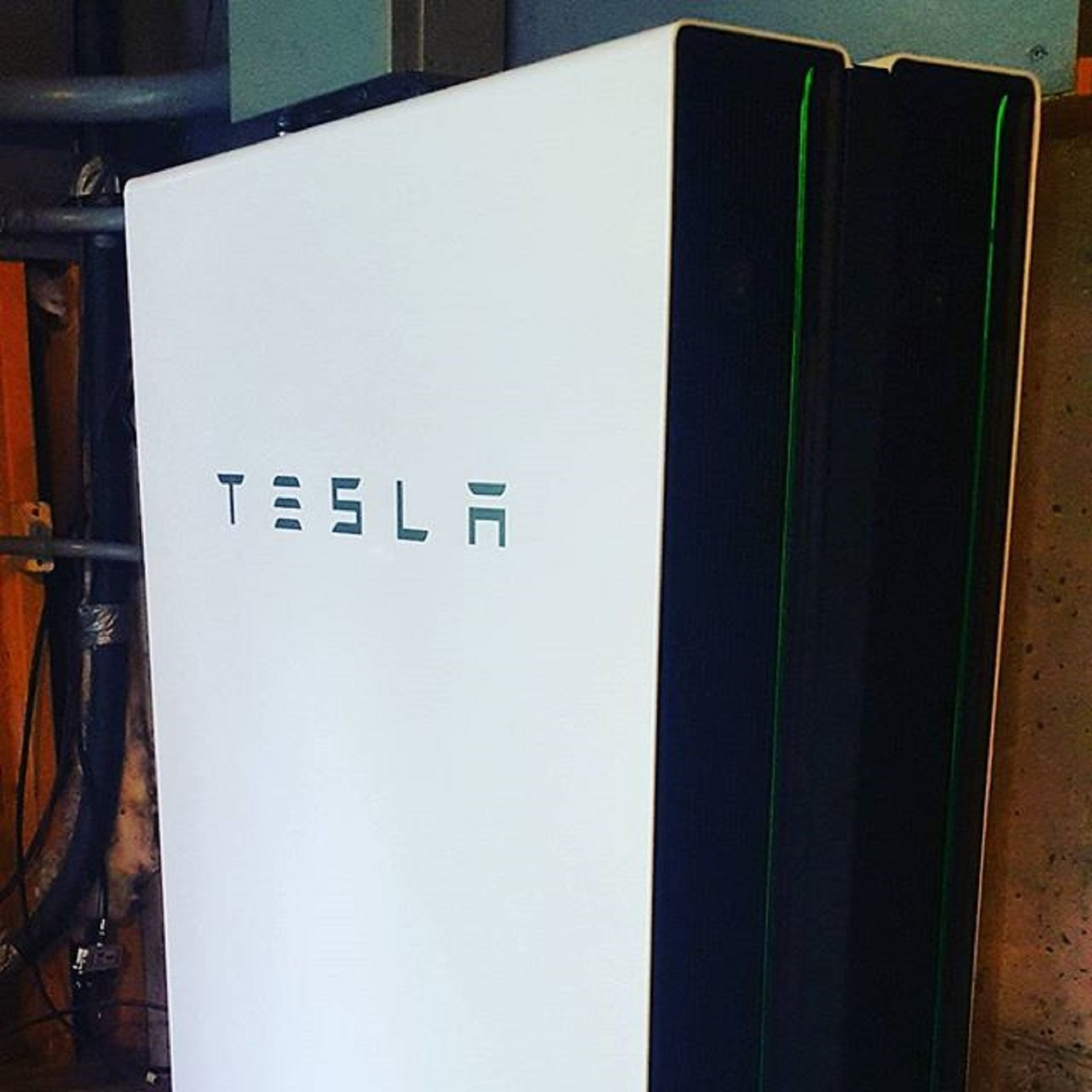
Tesla Powerwall double empilé.

Le Powerwall est une batterie lithium-ion produite par Tesla  pour un usage domestique. Il se recharge avec le surplus d'électricité généré par les panneaux solaires et par le réseau lorsque les tarifs du fournisseur sont au plus bas. Les batteries domestiques permettent de remédier à l'intermittence des énergies renouvelables, d'acheter l'électricité prioritairement aux heures creuses et de disposer d'une alimentation de réserve en cas de panne réseau.

## Spécifications
Deux versions de batteries étaient proposées :
- 7 kWh : pour un cycle journalier (3 000 $), allant jusqu'à 5000 charges ;
- 10 kWh : en cycle hebdomadaire (alimentation de secours, 3 500 $) et abandonnée en mars 2016[1].

| Tension     | Courant | Courant | Puissance | Puissance | Température    | Poids  |
| Tension     | Continu | Max.    | Continu   | Max.      | Température    | Poids  |
| ----------- | ------- | ------- | --------- | --------- | -------------- | ------ |
| 350–450 VDC | 5,8 A   | 8,6 A   | 5 kW      | 7 kW      | −20 °C à 43 °C | 100 kg |

## Versions
Le Powerwall se fixe au mur et peut combiner plusieurs batteries. Une version Powerpack est disponible pour un usage commercial et industriel, avec une capacité de stockage de 210 kWh (cumulable).

## Technologie
Tesla utilise une technique propriétaire pour assembler les accumulateurs et pour contrôler leur température par refroidissement liquide. La société a cependant ouvert tous ses brevets en s'engageant à n'intenter aucune poursuite judiciaire dès lors que la technologie est utilisée de bonne foi.
La batterie de 7 kWh utilise une cathode nickel-manganese-cobalt et supporte 5 000 cycles de recharges en usage journalier,. La version 10 kWh utilise une cathode nickel-cobalt-aluminum, à l'image de la Tesla Model S, pour une utilisation hebdomadaire et pour une alimentation de secours, pour 1 000  à   1 500 cycles de recharge,,.
Le Powerwall inclut un convertisseur continu-continu pour lier les panneaux solaires au convertisseur alternatif-continu du foyer.
Le Powerwall a été présenté le 30 avril 2015 avec une puissance de sortie de 2 kW stable et 3,3 kW maximum, mais le PDG Elon Musk, annonce en juin 2015 à l'assemblée générale de Tesla que la puissance sera doublée à 5 kW stable et 7 kW max, sans hausse de prix. Il annonce par ailleurs que le produit sera livré en priorité aux partenaires qui installeront le Powerwall au prix le plus bas (estimé à 500 $).

## Commercialisation
L'appareil a été vendu à plusieurs sociétés, dont SolarCity,. SolarCity a conduit en Californie un projet pilote, avec l'installation de batteries de 10 kWh dans 500 foyers,.
En mai 2015, Tesla annonce que les réservations sont fermées jusqu'à mi-2016, après que plus de 50 000 Powerwall et 25 000 Powerpack ont été commandés en quelques semaines, ; pour un prix supérieur à 800 millions de dollars.